# Cima Brenta Alta
Cima Brenta Alta – szczyt w Dolomitach Brenty, części Alp Wschodnich. Leży w północnych Włoszech w regionie Trydent-Górna Adyga.
Pierwszego wejścia 19 sierpnia 1880 r. dokonali Annibale Appollonio, Giorgio Rossaro, Bonifacio i Matteo Nicolussi.